# Битва при Арсобиспо
В битве при Арсобиспо 8 августа 1809 года два имперских французских корпуса под командованием маршала Жана де Дьё Сульта атаковали через реку Тахо испанские войска под командованием Хосе Мария де ла Куэвы, 14-го герцога Альбуркерке. Войска Альбуркерке быстро отступили, понеся огромные потери, в том числе потеряв 30 артиллерийских орудий. Город Эль-Пуэнте-дель-Арсобиспо (в переводе с испанского «Архиепископский мост») расположен в 36 км к юго-западу от Талавера-де-ла-Рейна в Испании. Сражение произошло во время Пиренейской войны, являющейся частью более крупного конфликта, известного как наполеоновские войны.
В битве при Талавере в конце июля 1809 года британская армия Артура Уэлсли и испанская армия Григорио Гарсиа де ла Куэсты одержали победу над имперской французской армией короля Жозефа Бонапарта. Уэлсли (вскоре ставший известным как Веллингтон) не смог в полной мере воспользоваться своей победой из-за проблем со снабжением. Через несколько дней Уэлсли обнаружил, что большая французская армия Сульта пытается отрезать его армию от Португалии.
Британская и испанская армии отошли на запад, едва избежав перехвата силами Сульта. Альбуркерке остался с войском в 3 тыс. кавалеристов и 5 тыс. пехотинцев, чтобы удерживать мост в Арсобиспо. Считая что их позиция неприступна, испанцы полностью расслабились. Тем временем французские офицеры обнаружили и незаметно для противника разведали скрытый брод возле моста. Пока у испанцев была сиеста, брод пересекли сначала французская кавалерия, а затем пехота 5-го корпуса маршала Эдуара Мортье. Прежде чем Альбуркерке успел что-либо предпринять, его кавалерия была оттеснена, а один из пехотных батальонов разгромлен. Во время преследования всадники Сульта не только захватили 16 испанских орудий, но и по меньшей мере 14 из 17 французских артиллерийских орудий, утерянных ими в Талавере.

## Предыстория

### Французское наступление
Хотя англо-испанская армия одержала победу над армией короля Жозефа Бонапарта в битве при Талавере 27 и 28 июля 1809 года, она далась дорогой ценой. Британцы потеряли 5365 человек, в том числе 3915 ранеными, в то время как испанская армия Григорио Гарсии де ла Куэсты потеряла только 400—500 человек убитыми и ранеными. Проигравшие пострадали ещё больше; в общей сложности жертвами битвы стали 7268 французов. Утром 29 июля Лёгкая бригада генерала Роберта Кроуфурда и батарея Королевской конной артиллерии прибыли в британский лагерь после эпичного форсированного марш-броска. Несмотря на это, армия генерала Уэлсли была не в состоянии использовать свою победу. Солдаты получали по трети пайки из-за развала системы снабжения, а медики не могли заботиться о тысячах раненых. Из-за острой нехватки телег и повозок Уэлсли не мог доставить припасы со своей базы в Пласенсии или эвакуировать раненых. Британский командующий получил информацию о том, что французские войска движутся вниз с севера, но он предположил, что войско неприятеля насчитывает только около 15 тыс. человек. Как оказалось, угроза была намного серьёзней, чем предполагал Уэлсли.

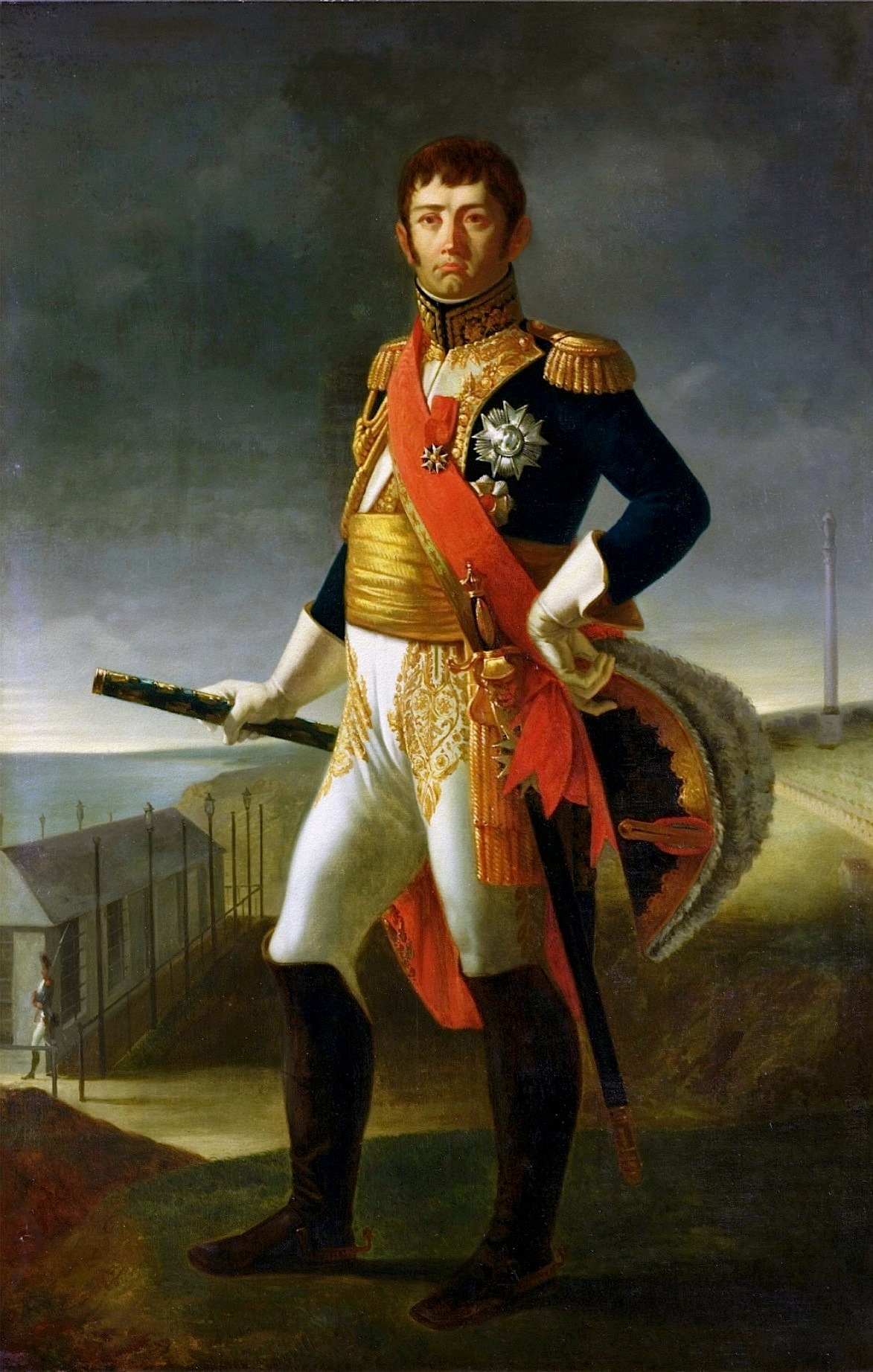
Маршал Жан де Дьё Сульт

12 июня 1809 года император Наполеон приказал маршалу Сульту принять командование 2-м, 5-м и 6-м корпусами и наступать на британскую армию. Для сбора этого войска потребовалось некоторое время, но 27 июля 5-й корпус численностью 16 916 человек под командованием маршала Мортье и 1853 драгунов отправились из Саламанки на юг. 29-го собственный корпус Сульта получил артиллерийскую колонну взамен орудий, потерянных во время португальской кампании 1809 года. Получив это подкрепление, 2-й корпус численностью в 18 740 человек отправился 30-го на юг. Маршал Мишель Ней и 6-й корпус из 12 500 человек последовал за ним 31 июля, оставив бригаду в 3,2 тыс. человек. Наполеон настоял, чтобы Сульт держал свои силы сгруппированными, чтобы избежать разгрома по частям. Около 10 тыс. французских солдат под командованием дивизионного генерала Франсуа Этьенна де Келлермана были оставлены для защиты Леона. Сульт знал, что испанцы и португальцы могут выставить против Келлермана 20 тыс. человек. Но он пошёл на этот риск, потому что понимал, что его главной целью является британская армия Уэлсли.
Стратегия союзников требовала, чтобы генерал Франсиско Хавьера Венегаса и испанская Армия Ла-Манчи не позволяли 4-му корпусу под командованием дивизионного генерала Ораса Франсуа Бастьена Себастьяни прийти на помощь армии Жозефа в Талавере. С этим заданием Венегас не справился, но открылась ещё одна возможность. Когда Себастьяни ушёл, путь в Мадрид был почти свободен. Хотя его собственная армия в тот момент была слишком ослаблена для наступления, Уэлсли надеялся, что давление, создаваемое наступлением Венегаса заставит французов отступить. 29 июля Армия Ла-Манчи двинулась вперед в Толедо и Аранхуэс, но затем по непонятным причинам остановилась до 5 августа. Оставив 18-тысячный 1-й корпус маршала Клод-Виктора Перрена для наблюдения за Уэлсли и Куэстой, Жозеф отступил к Ильескасу, где он мог при необходимости блокировать Венегаса или Уэлсли.
Получив известие, что 10 тыс. португальцев под командованием генерала Роберта Томаса Вильсона появились за его северным флангом в Эскалоне, Виктор отступил к Мадриду. Фактически же Вильсон имел только 4 тыс. португальских и испанских солдат и вскоре был вынужден уйти со своей позиции. 1 августа Уэлсли получил известие о том, что французы оттесняют небольшую испанскую группу под командованием маркиза дель Рейно с её позиции в Пуэрто-де-Баньос, горном перевале на севере. Хотя Уэлсли всё ещё считал, что французские силы невелики, он не мог игнорировать угрозу своим линиям связи, идущим в Португалию. И действительно, 1 августа Пласенсия была захвачена французами. В тот же день Куэста отправил 5-ю дивизию из 5 тыс. человек под командованием генерал-майора Л. А. Бассекурта для разведки ситуации. После жарких дебатов с Куэстой Уэлсли согласился двинуться на запад, в то время как испанский генерал будет защищать Талаверу от Виктора. 3 августа Уэлсли отправился на запад из Талаверы в Оропесу с 18 тыс. британских солдат. Он полагал, что он и Бассекурт столкнулись с менее чем 15 тыс. французов и надеялся оттеснить их от своих линий поставки припасов. Вместо этого британский командир невольно шёл прямо к армии Сульта в 50 тыс. человек.

### Действия союзников

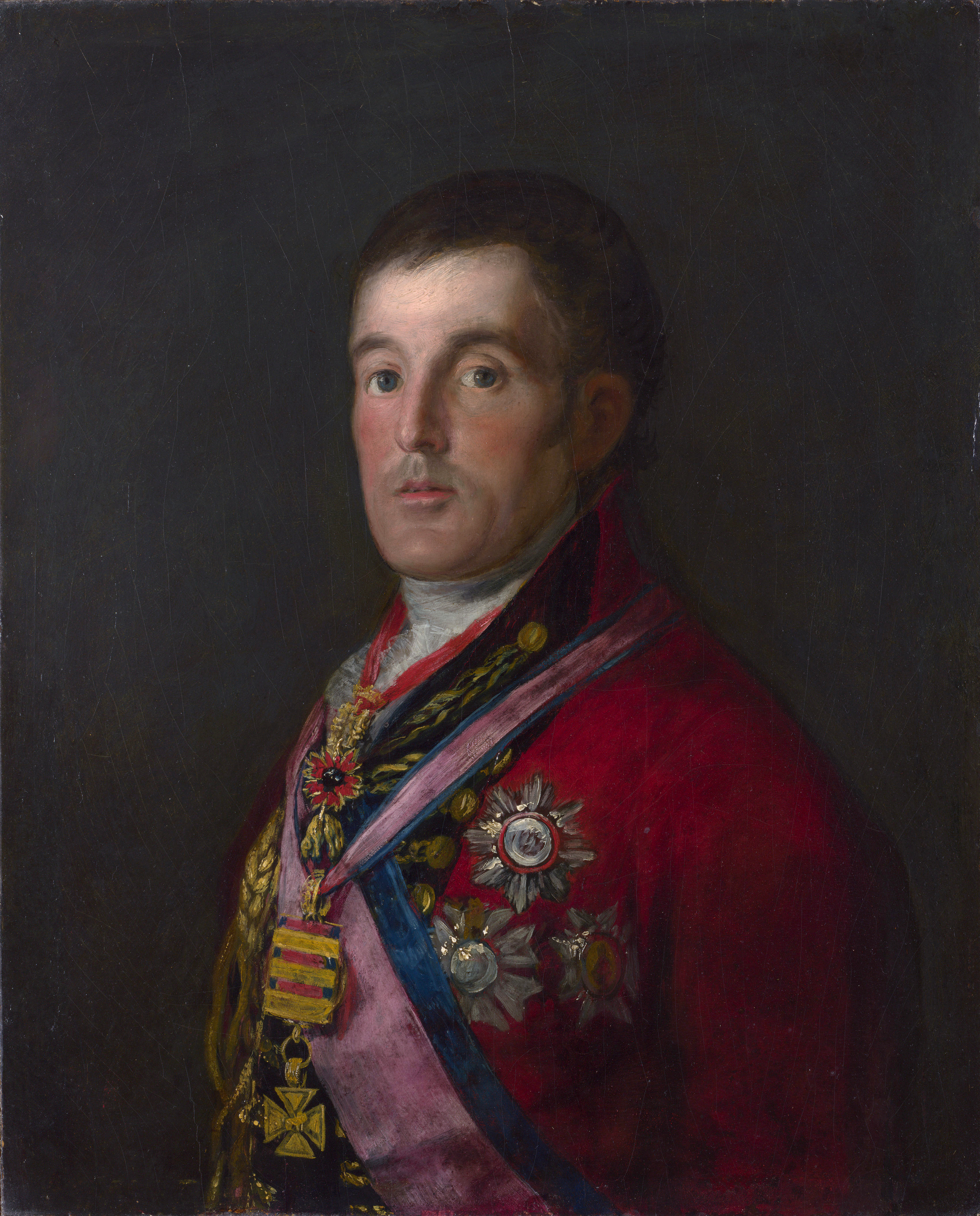
Артур Уэлсли. Картина Франсиско Гойи

К этому времени кавалерии Мортье и Уэлсли уже столкнулись около Навальмораля, всего лишь в 48 км к западу от Оропеса. 3 августа французские всадники схватили испанского курьера, везущего сообщение от Уэлсли генералу Уильяму Эрксину в Лиссабон, в котором войска Сульта оценивались всего в 12 тыс. человек. Сульт видел, что Уэлсли идёт прямо в его руки. К счастью для союзников, испанские партизаны поймали французского агента возле Авила и 3-го числа доставили его сообщение Куэсте. Это была записка Сульта Жозефу, в которой он сообщал, что идёт с более чем 30 тыс. солдат. Куэста быстро передал сообщение Уэлсли.

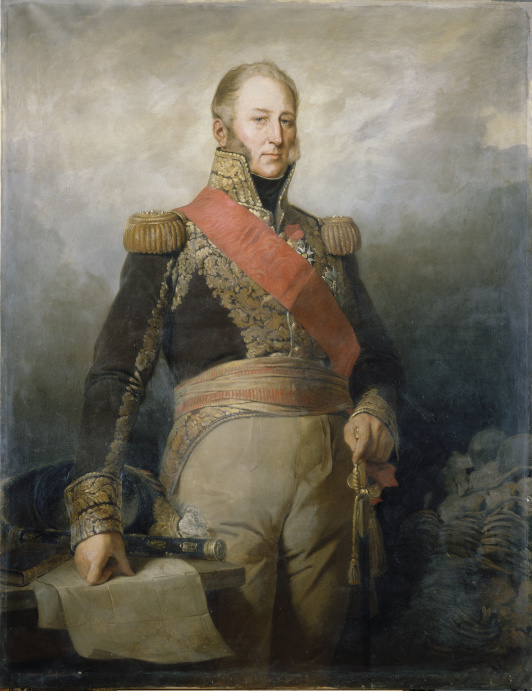
Маршал Эдуар Мортье

Предупреждённый об опасности, британский командир немедленно приказал отступить через мост в Арсобиспо. Со своей стороны, Куэста тут же повёл свою армию в отступление из Талаверы в Оропесу, бросив британские госпитали. Поскольку у него было всего лишь около 40 телег и повозок, 1,5 тыс. тяжело раненых пришлось оставить. Остальным было сказано добираться самостоятельно. В конце концов, 2 тыс. человек добрались до британских войск. Ещё 500 либо погибли в пути, либо были захвачены французами. О тех, кто попал в плен к французам, хорошо заботились. Куэста мог пересечь Тахо в Талавере и отступить на южный берег. Однако дороги на этой стороне проходили через горы Сьерра-де-Гуадалупе и были настолько плохими, что испанской армии пришлось бы бросить артиллерию и обоз. Вместо этого Куэста рискнул пойти по северному берегу, где, как было известно, хозяйничали французы.
К вечеру 4 августа армия Уэлсли была в безопасности на южном берегу реки Тахо в Арсобиспо. Но Куэста упорно отказывался отступать. Когда перед ним появился авангард Мортье, испанский генерал атаковал него и отбросил назад. Полагая, что он столкнулся как с Куэстой, так и с Уэлсли, Мортье стал осторожнее и обратился за помощью к Сульту. В течение всего 5-го числа Куэста безрассудно навязывал французам битву на северной стороне Тахо, с мостом Арсобиспо за его спиной, но Мортье не пошёл на это. К 6 августа, когда и Сульт, и Мортье собрали силы для битвы, они обнаружили, что неприятель уже пересёк Тахо. В результате оказалось, что это была единственная возможность для французов нанести огромный урон испанской армии. Как писал историк Чарльз Оман, «лучший шанс Сульта был упущен ещё до того, как он узнал о нём».
Обеспокоенный своими линиями снабжения в Португалии, Уэлсли приказал Кроуфурду идти на запад со своей бригадой и бригадой генерала Руфэйна Шоу Донкина, чтобы прикрыть переправу в Альмарасе. 6 августа, в последний день марша, войска шли 15 часов, питаясь лишь варёной пшеницей и сушёным горохом без соли и мяса. Один участник позже вспомнил, что во время этого марша был самый ужасный беспорядок, который он когда-либо видел за всю войну. Кроуфурд достиг Альмараса с 4 тыс. британскими солдатами и присоединился к 1,5 тыс. испанцев под командованием Дель Рейно. Французские войска Нея прибыли на северный берег на следующий день. Отступив от Пуэрто-де-Баньос, Дель Рейно перешёл на южный берег Тахо в Альмарасе и 2-го разобрал понтонный мост. После трудного перехода по плохим дорогам, две дивизии армии Уэлсли достигли Делейтосы 7 августа. Другое британское подразделение удерживало Месас-де-Ибор. В тот день авангард колонны Куэсты приближался к Месас-де-Ибор, где находилась чрезвычайно сильная оборонительная позиция. Остальная часть испанской армии медленно шла через холмы. Чтобы прикрыть их передвижение, испанские дивизии Бассекурта и Альбуркерке сформировали арьергард у моста Арсобиспо. Между тем 6-й корпус Виктора оккупировал Талаверу 6-го, но остался к востоку от театра военных действий.

## Битва

### Развертывание сил

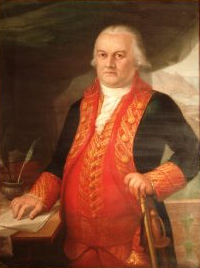
Григорио де ла Куэста

Испанские войска оставили мост Арсобиспо нетронутым, но построили баррикады, чтобы защитить его, и направили пехоту для удерживания древних средневековых башен. На южном берегу, всего в 27 метрах от моста, небольшой холм венчал 12-пушечный редут. В общей сложности Альбуркерке командовал дивизией Бассекурта в 5 тыс. пехотинцев и своей собственной дивизией в 3 тыс. кавалеристов. Брод был поблизости, но так как он был очень узким и его было трудно найти, Куэста надеялся, что его арьергард сможет сдержать превосходящие силы Сульта. Фактически, Сульт провел весь день 7 августа, осматривая позиции испанцев и отправляя разведчиков в поисках других мест, где можно было бы пересечь реку.
Город Арсобиспо расположен на северном берегу Тахо. Деревня Асутан находится на южном берегу к востоку, а брод расположен между деревней и мостом. Вильяр-дель-Педросо находится к югу от моста, а Вальделакаса-де-Тахо — к юго-западу. В течение дня испанские кавалеристы беззаботно подъезжали к реке, чтобы напоить своих лошадей, раскрывая возможное местоположение брода. В ту ночь французские офицеры провели тщательную разведку и обнаружили скрытый брод. Они выяснили, что брод был глубоким только на небольшом расстоянии у северного берега и мелким всю оставшуюся часть пути. Узнав, что нападение через брод осуществимо, Сульт решил атаковать на следующий день.
Сульт также приказал Нею атаковать через Тахо в Альмарасе и послал ему карты с указанием брода. Однако, хотя брод действительно существовал, в карте была допущена ошибка. Ней послал отряд драгунов на его поиски, но они так ничего и не нашли. На самом деле, войска Кроуфурда знали о броде, и войска были готовы защищать его. Брод у Альмараса был не менее 1,2 м глубиной, узкий и едва пригодный для использования.

### Силы сторон

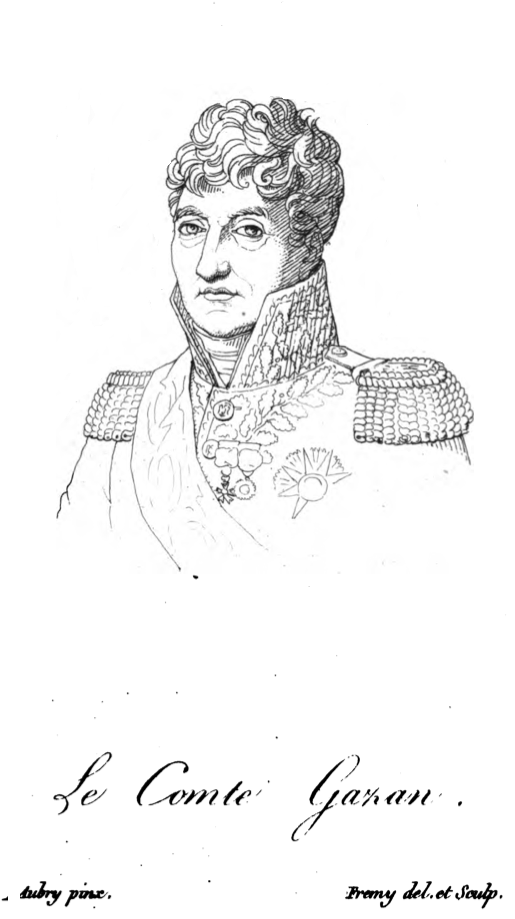
Оноре Газан

2-я кавалерийская дивизия Альбуркерке состояла из кавалерийских полков Alcantara, Almanza, Infante и Pavia, шести эскадронов 1-го и 2-го гусарских полков Extremadura и одного эскадрона Carabineros Reales. 5-я дивизия Бассекурта содержала по два батальона из 1-го Real Marina и Murcia пехотных полков, 1-й батальон полка Reyna, 3-й батальон полка Africa и один или три батальона полка Provincial de Sigüenza. Испанская артиллерия насчитывала 16 орудий.
Бригадный генерал Жан-Батист Жирар и дивизионный генерал Оноре Теодор Максим Газан возглавляли две пехотные дивизии в 5-м корпусе Мортье, а полковник Анри-Пьер Делааж был во главе кавалерийской бригады корпуса. В феврале 1809 года 1-я дивизия Жирара содержала в себе по три батальона из 17-го лёгкого, 40-го линейного, 64-го линейного и 88-го линейного пехотных полков и четыре батальона 34-го линейного. 2-я дивизия Газана включала в себя по три батальона из 21-го, 28-го, 100-го и 103-го линейных пехотных полков. Делааж командовал 10-м гусарским и 21-м шассёрским полками. Артиллерия корпуса состояла из 30 орудий. В феврале 1-ю дивизию возглавлял дивизионный генерал Луи Габриэль Сюше, но в апреле был переведён командовать 3-м корпусом, взяв с собой один батальон 64-го линейного полка в качестве эскорта.
Дивизионные генералы Арман Лебрен де Ля Уссе и Жан Тома Гийом Лорж возглавляли полторы кавалерийские дивизии. Уссе командовал 3-й драгунской дивизией, состоящей из 17-го, 18-го, 19-го и 27-го драгунских полков. Лорж руководил 4-й драгунской дивизией, состоящей из 13-го, 15-го, 22-го и 25-го драгунских полков. Однако с февраля одна бригада драгунов Лоржа была откомандирована для службы в корпусе Нея. Это подразделение возглавлялось бригадным генералом Франсуа Фурнье и, вероятно, состояло из 15-го и 25-го драгунских полков, которые всё ещё были в составе 4-го корпуса в битве при Тамамесе в октябре 1809 года. Бригадный генерал Пьер-Бенуа Сульт возглавлял кавалерию 2-го корпуса, в которую входили 1-й гусарский, 8-й драгунский, 22-й конный шассёрский и ганноверский шеволежерский полки. Пехотные дивизии 2-го корпуса возглавляли дивизионные генералы Пьер Юг Виктуар Мерль, Анри-Франсуа Делаборд и Этьен Эдле де Бьер.

### Атака

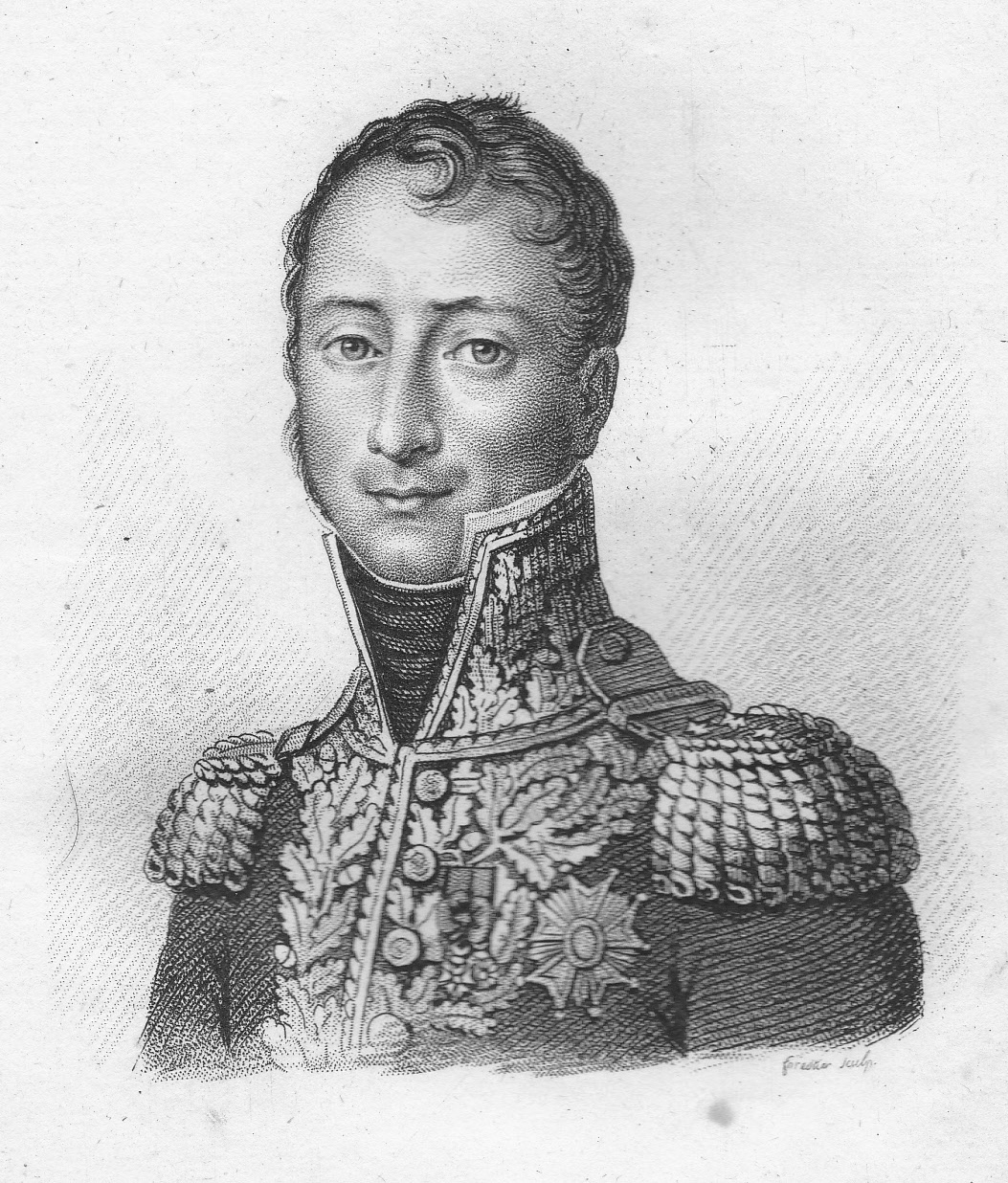
Огюст Коленкур

Альбуркерке разместил один кавалерийский полк на берегу реки и только два или три батальона для удержания моста Арсобиспо и артиллерийского редута за ним. Остальная часть пехоты и кавалерии находилась далеко от реки. Сульт дальновидно запланировал нападение на время испанской сиесты. Драгунская дивизия Ля Уссе должна была возглавить атаку, а за ней в свою очередь должны были последовать бригада Лоржа и кавалерия 2-го и 5-го корпусов. Одна бригада дивизии Жирара должна была следовать за кавалерией, а другая прорываться по мосту в случае успеха кавалерийской атаки. Дивизии Газана было приказано поддерживать Жирара, а пехота 2-го корпуса ждала в запасе. С началом штурма лёгким артиллерийским батареям было дано указание развернуться на берегу реки и открыть огонь по вражеским орудиям.

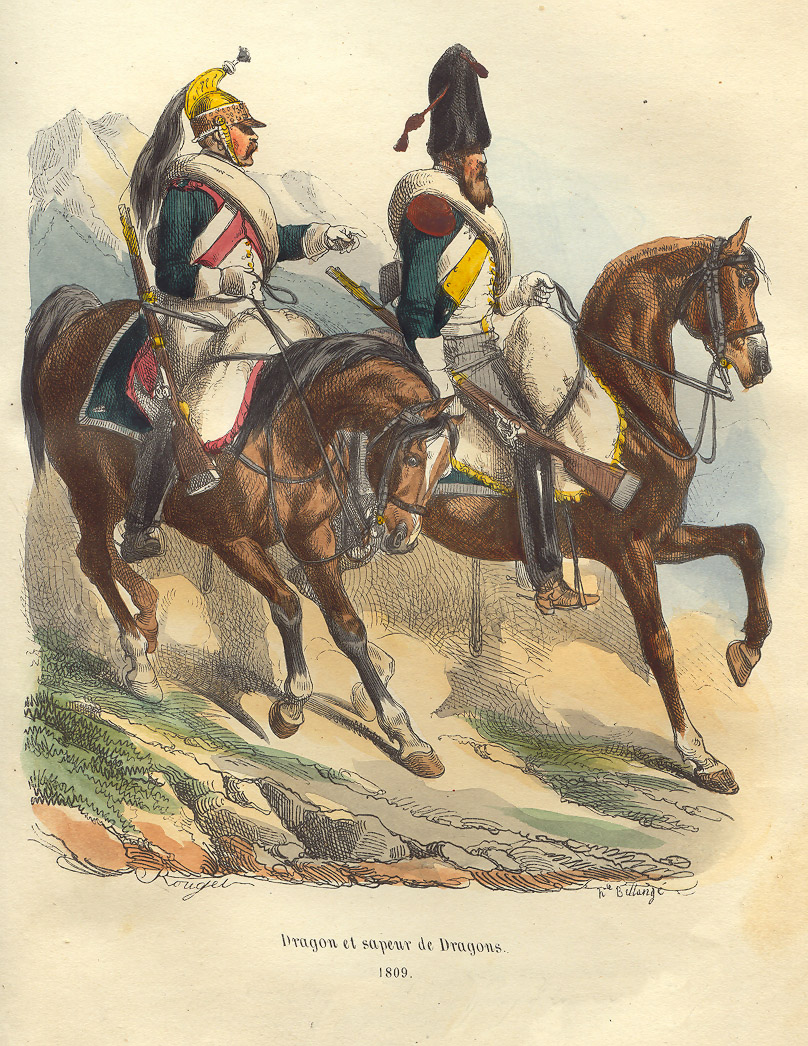
Французские драгуны в 1809 году

Около 13:30 8 августа 1809 года 600 драгунов бригады генерала Огюста Жан-Габриэля де Коленкура вырвались из-за укрытия, подъехали к берегу реки и вошли в воду. Они быстро пересекли глубокую части брода и вскоре достигли отмелей на южном берегу. 1-й гусарский полк Extremadura и пехотный батальон защитников моста пытались противостоять французской кавалерии. Солдаты Коленкура напали на испанских гусаров и вскоре разбили их. Французские всадники перегруппировались и атаковали пехоту. Увидя противника, несущегося к нему, батальон попытался построиться в каре, но не успел прикрыть тыл, и через него пробились драгуны. Каре распалось, и многие испанские пехотинцы были зарублены или сдались.
Когда драгуны Коленкура избавились от своих противников, французская кавалерия хлынула через брод вслед за ними. В этот момент Сульт двинул вперёд пехотную бригаду атаковать мост. Ведомые 1-м батальоном 40-го пехотного полка, французы устремились вперед. Им помог перекрёстный огонь со стороны конной артиллерии и стрелков. Видя, что французская кавалерия скоро отрежет их, испанская пехота дала по нападающим два залпа, почти не целясь, и бежала. Редут и все его орудия были захвачены французами. Обе бригады Жирара достигли южного берега, потеряв всего несколько человек, которые утонули при переходе брода.
Альбуркерке отчаянно пытался собрать свои дивизии, чтобы противостоять внезапной атаке. Четыре батальона пехоты выстроились на дороге примерно в полутора километрах к югу от моста, в то время как кавалеристы лихорадочно седлали своих коней. Как только его солдаты были готовы, Альбуркерке бросил их на французов, не дожидаясь, пока они построятся. В результате 2,5 тыс. испанских кавалеристов атаковали драгунов Ля Уссе одной огромной бесформенной массой. Но драгуны Лоржа и лёгкие кавалерийские части корпуса уже пересекли реку и быстро присоединились к сражению. В течение короткого времени кавалерия Альбуркерке была разбита.
Альбуркерке храбро пытался исправить положение своим последним отрядом, 2-м гусарским полком Extremadura, но потерпел крах, и испанская кавалерия рассеялась, преследуемая неприятелем. Увидев, что их кавалерийская поддержка разбита, пехотные соединения Бассекорта бежали. Отступая через холмы, испанские пехотинцы сумели уйти с небольшими потерями. Погоня закончилась, когда французская кавалерия столкнулась с одной пехотной и одной кавалерийской дивизиями армии Куэсты, построенными в боевом порядке через дорогу в Вальделакасу.

## Итог

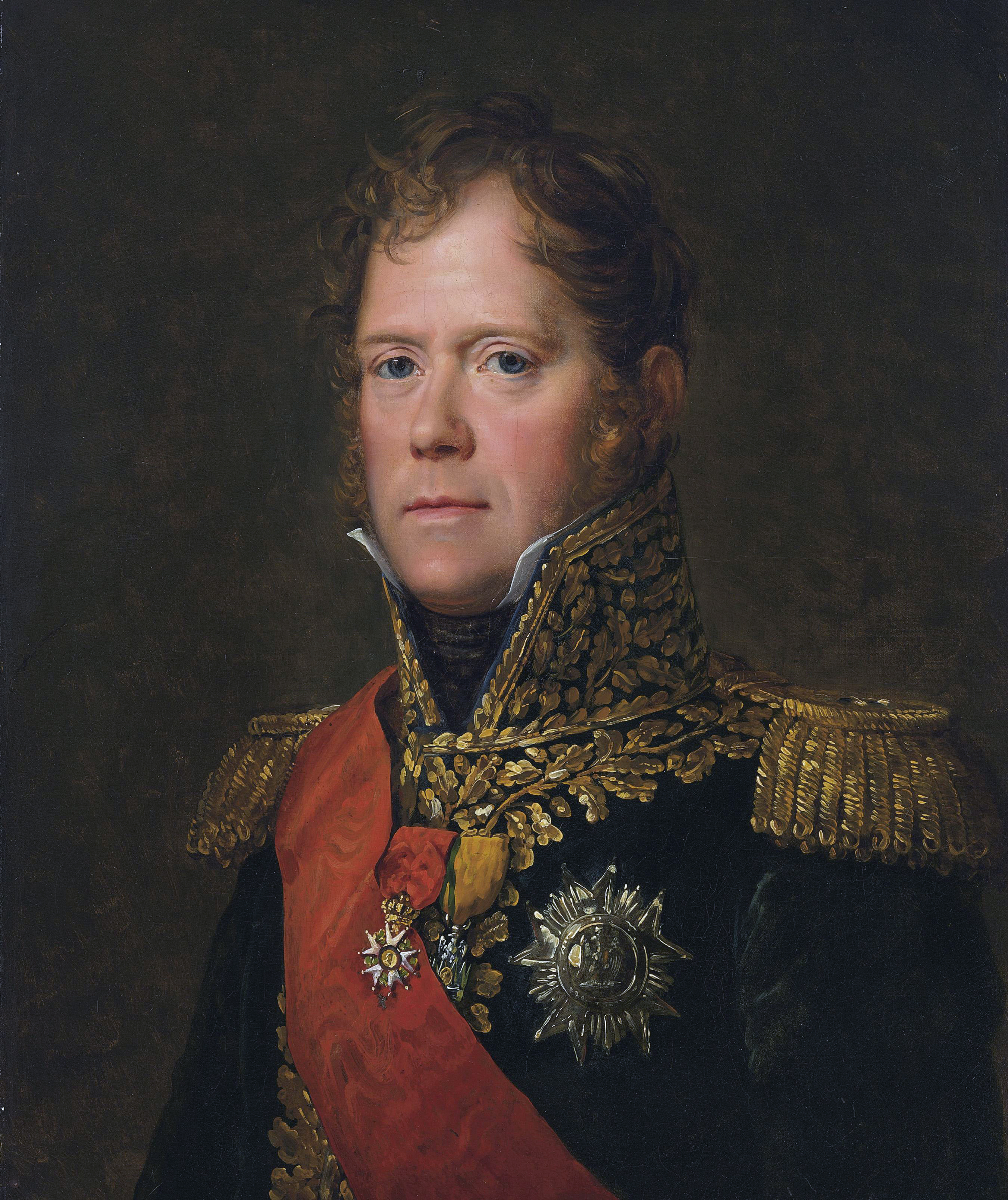
Маршал Мишель Ней

Испанцы потеряли 800 человек убитыми и ранеными, а 600 попали в плен. Также французы захватили 400 лошадей, 16 артиллерийских орудий и одно знамя. Французы признали потерю 28 убитых и 83 раненых кавалеристов и четырёх раненых артиллеристов, а также нескольких утонувших солдат. Во время преследования конница Сульта натолкнулась на конвой с оружием, захваченным у французов в Талавере. Согласно Оману, там находились 14 или 15 орудий, в то время как историк Дигби Смит утверждал, что французы отбили все 17. Этот эпизод позволил Себастьену и дивизионному генералу Жану Франсуа Левалю делать спорные заявления о том, что они не потеряли ни одного орудия в Талавере. 17 орудий, о которых идёт речь, состояли из четырёх 8-фунтовых, четырёх 6-фунтовых и одной 4-фунтовой пушек, двух 6-дюймовых гаубиц и шести орудий неизвестного калибра. Оман отметил, что из них были найдены все, кроме одной 8-фунтовой и одной 6-фунтовой пушки.
Видя, что преследовать неприятеля в горах бессмысленно, Сульт прекратил наступление. Он собирался перегруппировать свою армию для крупного вторжения в Португалию, но этот план был отвергнут. Жозеф приказал 4-му корпусу Нея вернуться на север, чтобы помочь Келлерману, и разместил два оставшихся корпуса Сульта в обороне у Пласенсии и Талаверы. Это позволило 1-му корпусу Виктора отправиться на восток против Венегаса. Следующим сражением была битва при Альмонасиде 11 августа 1809 года. На следующий день корпус Нея столкнулся с колонной Вильсона на обратном пути в битве при Пуэрто-де-Баньос.
Эти события завершили талаверскую кампанию. Уэлсли за свою победу получил титул виконта Веллингтона. Британский командующий отвёл свои голодающие войска в окрестности Бадахоса, где он смог найти достаточно продовольствия. Веллингтон усвоил ценный урок о важности логистики. Чувствуя отвращение к непредсказуемому поведению Куэсты и неумелости испанских военных, Веллингтон поклялся не сотрудничать с испанскими армиями, пока их генералы и войска не станут более надежными. Британскому правительству он говорил, что может удержать Португалию против французской армии от 70 до 80 тыс. человек. Для этого Веллингтон издал приказ построить линии Торрес-Ведрас для защиты Лиссабона.